# Special Force (videojuego de 2003)
Special Force (en árabe: القوة الخاصة‎) es un videojuego de disparos en primera persona de 2003 producido por la Oficina Central de Internet de Hezbolá, un grupo militante libanés. El juego recrea batallas del conflicto del sur del Líbano entre Hezbolá e Israel, y el jugador asume el papel de un combatiente de Hezbolá encargado de derrotar a los soldados israelíes. Hezbolá concibió el juego inmediatamente después de que terminara el conflicto en 2000 y lo desarrolló con la empresa Hadeel durante más de dos años. Special Force se lanzó en febrero de 2003 en varios países árabes y vendió 18.000 copias en septiembre. Considerado propaganda y herramienta de reclutamiento, el juego fue condenado por organizaciones judías y funcionarios israelíes. Fue citado como una inversión de roles de juegos como America's Army y destacado por su tecnología obsoleta. Special Force 2: Tale of the Truthful Pledge, una secuela basada en la Guerra del Líbano de 2006 entre los mismos bandos, se estrenó en agosto de 2007 con un éxito limitado.

## Modo de juego
Special Force es un videojuego de disparos en primera persona ambientado durante el conflicto del sur del Líbano entre Israel y Hezbolá. Este último es un grupo militante libanés reconocido por algunos países como organización terrorista. El juego recrea varias operaciones de Hezbolá que ocurrieron durante el conflicto, incluidas sus ubicaciones geográficas, condiciones climáticas, disposición de minas terrestres y número de combatientes. El jugador asume el papel de un combatiente de Hezbolá. Al comienzo de cada misión, la narrativa avanza a través de un texto informativo. Hay tres misiones, que consisten principalmente en enfrentamientos callejeros. En combate, el jugador usa un cuchillo, una pistola, fusiles Kalashnikov y granadas de mano contra los soldados israelíes y sus tanques Merkava y helicópteros Boeing AH-64 Apache.
En el modo de entrenamiento, el jugador practica disparando a carteles de destacadas figuras políticas y militares israelíes (incluido el primer ministro Ariel Sharón, el ministro de defensa Shaul Mofaz y el ex primer ministro Ehud Barak) para obtener puntos. Al completar el juego, el jugador recibe una medalla y un certificado virtuales del líder de Hezbolá, Hasan Nasrallah, y también se muestran algunos combatientes de Hezbolá, descritos como mártires, que murieron durante el conflicto. El juego se puede jugar en árabe, inglés, francés y farsi.

## Desarrollo y lanzamiento
Special Force fue producido por la Oficina Central de Internet de Hezbolá. Lo concibieron inmediatamente después de que terminara el conflicto del sur del Líbano en 2000, y los altos funcionarios de Hezbolá dieron luz verde a la idea. Si bien el grupo tenía años de experiencia en el lanzamiento de software y el mantenimiento de sitios web, incluidos medios de comunicación sobre el conflicto, este proyecto fue su primer videojuego. El juego fue desarrollado por la empresa libanesa Hadeel utilizando Genesis3D, un motor de videojuego gratuito. Según un funcionario de la Oficina Central de Internet, Mahmoud Rayya, fue diseñado para contrarrestar los videojuegos extranjeros que presentan a los árabes como enemigos que deben ser derrotados por héroes estadounidenses. Utilizaron material de los archivos de medios de comunicación de Hezbolá, incluidas películas y mapas, para recrear escenarios de combate reales. Después de más de dos años de desarrollo, el juego se lanzó el 16 de febrero de 2003 en el Líbano, Siria, Irán, Baréin y los Emiratos Árabes Unidos. Fue distribuido por la empresa Sunlight y comercializado hacia el mercado nacional y su diáspora.

## Recepción
El primer lote de 8000 copias de Special Force se agotó en una semana. Según Kassem Ghaddar, propietario de Sunlight, las ventas superaron las expectativas. Los mercados extranjeros incluyeron Australia, Canadá, Alemania y el Reino Unido. Hasta septiembre de 2003 se habían vendido más de 18 000 ejemplares, de los cuales 10 000 en el Líbano y alrededor de 1000 en Europa y Australia. Se vendieron más de 200 en el Reino Unido. En octubre de 2014, el juego seguía disponible solo mediante pedido telefónico en algunos países árabes.
Niños libaneses entrevistados por varios medios de comunicación expresaron su afecto por el juego ya que les permitía matar israelíes, algo que no podían hacer en la vida real. Alexander R. Galloway, profesor asistente en la Universidad de Nueva York, consideró el juego como «uno de los primeros juegos verdaderamente realistas que existen» por reflejar «las luchas cotidianas de los oprimidos, lo que lleva a una crítica directa de la política social actual». Creía que el juego representaba una inversión de roles de juegos como America's Army, poniendo a un árabe en la posición de protagonista en lugar de enemigo. Según Galloway, el juego no presentaba ningún mensaje narrativo fuerte en su jugabilidad, aparte de ocasionales iconografías prointifada y antiisraelíes. Sin embargo, a diferencia del juego de temática similar Under Ash, sintió que el juego no tenía un tono educativo y recurrió únicamente a la violencia. Desde un punto de vista técnico, el Frankfurter Allgemeine Zeitung señaló que el juego no podía competir con los lanzamientos occidentales, estaba retrasado aproximadamente dos años y tenía problemas de compatibilidad con las versiones más nuevas de Windows.
Special Force fue condenada por organizaciones judías como la Junta de Diputados de los Judíos Británicos. Ron Prosor, portavoz del Ministerio de Relaciones Exteriores israelí, lo calificó como «parte de un proceso educativo que impide cualquier posibilidad de una paz real» entre Israel y el Líbano. El político australiano Michael Danby lo consideró deshumanizante, mientras que Eclipse Entertainment, desarrolladora de Genesis3D, el motor de videojuegos gratuito utilizado para el juego, se distanció del mismo. The New York Times caracterizó a Special Force como parte de los esfuerzos de propaganda de Hezbolá en los medios libaneses para establecerse como una entidad popular. El Sunday Herald dijo que era una herramienta de reclutamiento destinada a atraer a jugadores jóvenes a unirse al grupo. Según el periódico  Frankfurter Allgemeine Zeitung, esto podría afectar especialmente a los jóvenes que sufren regularmente este tipo de violencia y podrían identificarse con el personaje del jugador. A partir de diciembre de 2006, el Centro Israelí de Arte Digital en Jolón exhibió el juego como parte de su exposición de videojuegos ideológicos Forbidden Games.

## Secuela
Después de la Guerra del Líbano de 2006 entre Hezbolá e Israel, Hezbolá recreó el conflicto en la secuela del juego, llamada Special Force 2: Tale of the Truthful Pledge. Los desarrolladores del juego original formaron un nuevo estudio, Might 3D, que creó el juego utilizando una versión sin licencia de CryEngine. El juego presenta cuatro niveles con un arsenal ampliado y gestión de recursos. Hezbolá lanzó Special Force 2 el 16 de agosto de 2007 y la presentó en una exposición local sobre el conflicto. El grupo esperaba una gran demanda tanto a nivel nacional como internacional, y el juego recibió varios cientos de pedidos anticipados en el Líbano. Special Force 2 alcanzó «fama limitada» en el país. Special Force 2 solo se lanzó oficialmente en árabe, aunque existe una versión gratuita y no oficial en inglés. El autor del parche en inglés señaló que sería haram que alguien descargara el juego sin donar US$10 a Hezbolá o a una mezquita local.